# Parafia św. Faustyny w Koninie
Parafia Świętej Faustyny w Koninie – rzymskokatolicka parafia w Koninie, należąca do diecezji włocławskiej i dekanatu konińskiego III. Erygowana 1 stycznia w 1994 roku. Obsługiwana przez księży Salezjanów. 
Na terenie parafii księża salezjanie prowadzą Szkołę Podstawową Towarzystwa Salezjańskiego im. św. Dominika Savio w Koninie.

## Proboszczowie
- ks. Józef Balawander SDB (1994–2001)[2]
- ks. Marek Konkol SDB (2001–2005)[2]
- ks. Tadeusz Balicki SDB (2005–2011)[2]
- ks. Jan Oleksiuk (2011–2020)[3][2]
- ks. Mirosław Dukiewicz SDB (od 2020)

## Miejsca kultu
- Kościół św. Faustyny Kowalskiej w Koninie – kościół parafialny wzniesiony według projektu architekta Walentego Zaborowskiego
- kaplica w Koninie[4]